# Liberian Girl
Liberian Girl è una canzone scritta e interpretata dal cantante statunitense Michael Jackson ed estratta nel 1989 come nono e ultimo singolo dall'album Bad del 1987.
La canzone fu pubblicata come singolo solo in Europa, Giappone, Nuova Zelanda e Australia.

## Descrizione
La canzone fu scritta da Jackson nella sua allora residenza familiare di Hayvenhurst Avenue a Encino, Los Angeles, a partire dal 1984, e fu tra quelle inizialmente considerate per l'album Victory dei Jacksons dello stesso anno. Fu infine rielaborata e riscritta durante le sessioni di registrazione dell'album Bad, a partire dal 1986, inizialmente sotto il nome provvisorio "Pyramid Girl". Nel 1987 il cantante dichiarò riguardo alla composizione della canzone:
(Michael Jackson, 1987)
Sebbene abbia avuto un discreto successo commerciale (classificandosi tra le prime 15 posizioni in diversi paesi), la canzone non venne mai eseguita dal vivo da Jackson durante il suo Bad World Tour (1987-1989) o nei tour successivi.

## Video musicale
Il celebre videoclip del brano fu diretto da Jim Yukich e in esso compaiono moltissime stelle dello spettacolo allora amiche di Michael Jackson. Il cortometraggio, della durata di 3:49, inizia in bianco e nero in una città portuale africana, per poi passare al colore, e rivelare allo spettatore che la città è in realtà un set cinematografico dove sono presenti moltissimi attori e registi famosi all'epoca amici e collaboratori di Michael Jackson. Questi ultimi chiacchierano e intanto si chiedono dove sia il cantante, che cercano con gli occhi. Alla fine si scopre che Jackson era dietro alla cinepresa per tutto il tempo e, sorridendo, fa capolino da dietro ed esclama: «Ok everybody, that's a wrap!» («Ok, ragazzi, questo è tutto!»).
Le celebrità che appaiono nel video sono le seguenti:
1. Paula Abdul
2. Rosanna Arquette
3. Dan Aykroyd
4. Mayim Bialik
5. Bubbles (scimpanzé domestico di Michael Jackson)
6. Jackie Collins
7. David Copperfield
8. Emily Dreyfuss
9. Richard Dreyfuss
10. Corey Feldman
11. Lou Ferrigno
12. Debbie Gibson
13. Danny Glover
14. Steve Guttenberg
15. Jasmine Guy
16. Whoopi Goldberg
17. Sherman Hemsley
18. Olivia Hussey
19. Amy Irving
20. Malcolm-Jamal Warner
21. Beverly Johnson
22. Quincy Jones
23. Don King
24. Virginia Madsen
25. Olivia Newton-John
26. Brigitte Nielsen
27. Lou Diamond Phillips
28. Rick Schroder
29. Steven Spielberg
30. Suzanne Somers
31. John Travolta
32. Blair Underwood
33. Carl Weathers
34. Billy Dee Williams
35. "Weird Al" Yankovic

## Accoglienza

### Critica
Il redattore del New York Times Jon Pareles scrisse che una linea melodica di Billie Jean ricompare in questa canzone. Anche Rolling Stone elogiò la canzone, scrivendo: «Liberian Girl è il riempitivo di Michael, il che la rende più ricca, più sexy, migliore dei dimenticabili di Thriller» e aggiunse che essa «luccica di gratitudine per l'esistenza di una persona cara».
Nel 2003, la rivista Q ha classificato la canzone al numero 1.001 nella sua lista delle "1001 migliori canzoni di sempre".

### Reazione in Liberia
La canzone ricevette un'accoglienza molto positiva anche in Liberia, con le donne del paese che la consideravano fonte di empowerment.

Margaret Carson, una donna liberiana, dichiarò in un'intervista al The Washington Times:
"Quando uscì quella canzone... le ragazze liberiane rimasero così stupite nel sentire che un grande musicista come Michael Jackson pensava a un piccolo paese in Africa. Ci ha dato speranza, soprattutto quando le cose andavano male... Ci ha fatto sentire ancora parte del mondo."

## Tracce

### Versione vinile 7"
1. Liberian Girl (edit) – 3:39 (Michael Jackson)
2. Girlfriend – 3:04 (Paul McCartney)

Durata totale: 6:43

### Versioni vinile 12" e CD
1. Liberian Girl (edit) – 3:39 (Michael Jackson)
2. Get on the Floor – 4:44 (Michael Jackson, Louis Johnson)
3. Girlfriend – 3:04 (Paul McCartney)

Durata totale: 11:27

### Versioni ufficiali
1. Liberian Girl (Album Version) – 3:53
2. Liberian Girl (Single Edit) – 3:39
3. Liberian Girl (Videoclip) – 5:43

## Formazione
Testo e musiche di Michael Jackson.
- Solista e cori: Michael Jackson
- Batteria: Miko Brando, Ollie E. Brown, John Robinson
- Programmazione della batteria: Douglas Getschal
- Percussioni: Ollie E. Brown, Paulinho Da Costa
- Effetti: Christopher Currell
- Sintetizzatore: John Barnes, Michael Boddicker, David Paich, Larry Williams
- Programmatore del sintonizzatore: Steve Porcaro
- Canto in swahili: Letta Mbulu
- Arrangiamento ritmico: Michael Jackson, John Barnes, Quincy Jones
- Arrangiamento del sintetizzatore: Jerry Hey, John Barnes, Quincy Jones
- Arrangiamento vocale: Michael Jackson, John Barnes
- Arrangiamento canto in swahili: Caiphus Semenya

## Classifiche

### Classifiche settimanali
| Classifica (1989) | Posizione massima |
| ----------------- | ----------------- |
| Australia         | 50                |
| Belgio (Fiandre)  | 12                |
| Europa            | 24                |
| Finlandia         | 9                 |
| Francia           | 15                |
| Germania          | 23                |
| Irlanda           | 1                 |
| Nuova Zelanda     | 31                |
| Paesi Bassi       | 14                |
| Regno Unito       | 13                |
| Svizzera          | 12                |
| Classifica (2009) | Posizione massima |
| Italia            | 50                |
| Paesi Bassi       | 35                |
| Regno Unito       | 86                |
| Svizzera          | 36                |

### Classifiche di fine anno
| Classifica (1989) | Posizione |
| ----------------- | --------- |
| Belgio (Fiandre)  | 99        |

## Citazioni
Questa canzone viene citata nei seguenti brani musicali:
- Letter 2 My Unborn e The Thug In Me di Tupac Shakur.
- Keep on Keepin' On di MC Lyte del 1996
- Remix della canzone di Jennifer Lopez If You Had My Love (Dark Child Master Mix).
- Una citazione indiretta si trova in Jambo Bwana dei Them Mushrooms, in cui un verso dice che "anche Michael Jackson ha cantato in swahili"